# Estudios transculturales
Los estudios transculturales, a veces llamados estudios holoculturales o estudios comparativos, son una especialización en antropología y ciencias afines (sociología, psicología, economía, ciencias políticas) que utiliza datos de campo de muchas sociedades para examinar el alcance del comportamiento humano y probar hipótesis sobre los comportamientos humanos y la cultura.
Los estudios transculturales son la tercera forma de comparaciones transculturales. El primero es la comparación de estudios de casos, el segundo es la comparación controlada entre variantes de una derivación común y el tercero es la comparación dentro de una muestra de casos. A diferencia de los estudios comparativos, que examinan características similares de unas pocas sociedades, los estudios transculturales utilizan una muestra lo suficientemente grande como para que se pueda realizar un análisis estadístico para mostrar las relaciones o la falta de relaciones entre los rasgos en cuestión. Estos estudios son levantamientos de datos etnográficos.
Los estudios transculturales se aplican ampliamente en las ciencias sociales, particularmente en la antropología cultural y la psicología.

## Historia
Los primeros estudios transculturales fueron realizados por antropólogos del siglo XIX como Edward Burnett Tylor y Lewis H. Morgan. Uno de los primeros estudios de Edward Tylor dio lugar al problema estadístico central de los estudios transculturales: el problema de Galton. Los historiadores de la ciencia han observado el mecanismo y las redes por las cuales el conocimiento, las ideas, las habilidades, los instrumentos y los libros se mueven entre culturas, generando conceptos nuevos y frescos sobre el orden de las cosas en la naturaleza. En Cross-Cultural Scientific Exchanges in the Eastern Mediterranean 1560–1660, Avner Ben-Zaken ha argumentado que los intercambios interculturales tienen lugar en un lugar cultural confuso donde los márgenes de una cultura se superponen a los de la otra, creando una "zona mutuamente entrelazada" donde los intercambios tener lugar en formas mundanas. De esta zona, ideas, estilos, instrumentos y prácticas se trasladan a los centros culturales, instándolos a renovar y actualizar nociones culturales.

## Era moderna de estudios interculturales
La era moderna de los estudios interculturales comenzó con George Murdock (1949). Murdock estableció una serie de conjuntos de datos fundamentales, incluidos los archivos del área de relaciones humanas y el atlas etnográfico. Junto con Douglas R. White, desarrolló la Muestra transcultural estándar ampliamente utilizada, actualmente mantenida por la revista electrónica de acceso abierto World Cultures.
La teoría de las dimensiones culturales de Hofstede es un marco para la comunicación intercultural, desarrollado por Geert Hofstede en la década de 1970. Describe los efectos de la cultura de una sociedad en los valores de sus miembros y cómo estos valores se relacionan con el comportamiento, utilizando una estructura derivada del análisis factorial. La teoría original proponía cuatro dimensiones a lo largo de las cuales se podían analizar los valores culturales: individualismo - colectivismo; evitación de la incertidumbre; distancia de poder (fuerza de la jerarquía social) y masculinidad-feminidad (orientación a la tarea versus orientación a la persona). Ha sido refinado varias veces desde entonces.
Con el acceso generalizado de las personas a Internet y la alta influencia de las redes sociales en línea en la vida diaria, el comportamiento de los usuarios en estos sitios web se ha convertido en un nuevo recurso para realizar estudios comparativos y transculturales. Un estudio en Twitter examinó el uso de emoticonos por parte de usuarios de 78 países y encontró una correlación positiva entre la dimensión de individualismo-colectivismo de la teoría de las dimensiones culturales de Hofstede y el uso de emoticonos orientados a la boca por parte de las personas.

## Otras lecturas
- Ember, Carol R. y Melvin Ember . 1998. Investigación transcultural. Manual de Métodos en Antropología Cultural / Ed. por HR Bernard, págs. 647–90. Walnut Creek, CA: Alta Mira Press.
- Ember, Carol R. y Melvin Ember . 2001. Métodos de investigación transculturales . Lanham, MD: Alta Mira Press.
- Korotayev, Andrey, Religiones mundiales y evolución social de las civilizaciones Oikumene del Viejo Mundo: una perspectiva transcultural . Lewiston, Nueva York: Edwin Mellen Press .ISBN 0-7734-6310-0
- Franco, FM y D. Narasimhan. 2009. Nombres y usos de las plantas como indicadores del conocimiento tradicional . Revista india de conocimientos tradicionales.
- Franco, FM, D. Narasimhan y W. Stanley. 2008. Relación entre cuatro comunidades tribales y sus recursos naturales en la región de Koraput. Investigación y aplicaciones de etnobotánica, vol. 6.
- Levinson, David y Martin J. Malone. 1980. Hacia la explicación de la cultura humana: una revisión crítica de los hallazgos de la investigación transcultural mundial . New Haven, CT: Prensa HRAF .
- Macfarlane, Alan . 2004. Contrastar y comparar, págs. 94–111, en Methodology and Fieldwork, editado por Vinay Kumar Srivastava. Delhi: Oxford University Press.
- de Munck V. Unidades culturales en investigación Archivado el 22 de julio de 2013 en Wayback Machine. transcultural // Etnología 39/4 (2000): 335–348.
- Murdock, George P. 1949. Estructura Social . Nueva York: Macmillan.
- Murdock, George P. 1967. Atlas etnográfico: un resumen . Pittsburgh: La Universidad de Pittsburgh Prsrtjh sdxthgn fdty a45tesjtukcn bess.
- Murdock, George P. 1970. Patrones de términos de parentesco y su distribución. Etnología 9: 165–207.
- Murdock, George P. 1981. Atlas de las Culturas del Mundo . Pittsburgh: Prensa de la Universidad de Pittsburgh.
- Murdock, George P. y Douglas R. White . 1969. Muestra transcultural estándar. Etnología 8: 329–369.
- Whiting, John WM 1986. George Peter Murdock, (1897–1985) . Antropólogo estadounidense . 88(3): 682–686.

### Revistas
- Investigación intercultural
- Revista de psicología intercultural
- Culturas del mundo
- Estructura y Dinámica: eJournal of the Anthropological and Related Sciences
- Transtext(e)sTranscultures: Revista trilingüe de estudios culturales globales
- Evolución Social e Historia

### Asociaciones
- Sociedad para la Investigación Intercultural
- Institut d'études Transtextuelles et Transculturelles (IETT), Instituto de Estudios Transtextuales y Transculturales, Lyon, Francia.

- Datos: Q621368
- Multimedia: Cross-cultural studies / Q621368